# Плешев
Плѐшев (на полски: Pleszew) е град в Централна Полша, Великополско войводство. Административен център на Плешевски окръг, както и на градско-селската Плешевска община. Заема площ от 13,14 км2.

## География
Градът се намира в историческия регион Великополша. Разположен е на 33 километра северозападно от Калиш, на 30 километра северно от Остров Великополски и на 98 километра югоизточно от Познан.

## История
Селището получава градски права през 1283 г. от княз Пшемисъл II.
В периода 1975 – 1998 година е част от Калишкото войводство.

## Население
Населението на града възлиза на 17 530 души (2011). Гъстотата е 1334,09 души/км2.

## Личности

### Родени в града
- Анджей Джуба, римокатолически духовник, ловишки епископ